# Albert Baert
Pour les articles homonymes, voir Baert.

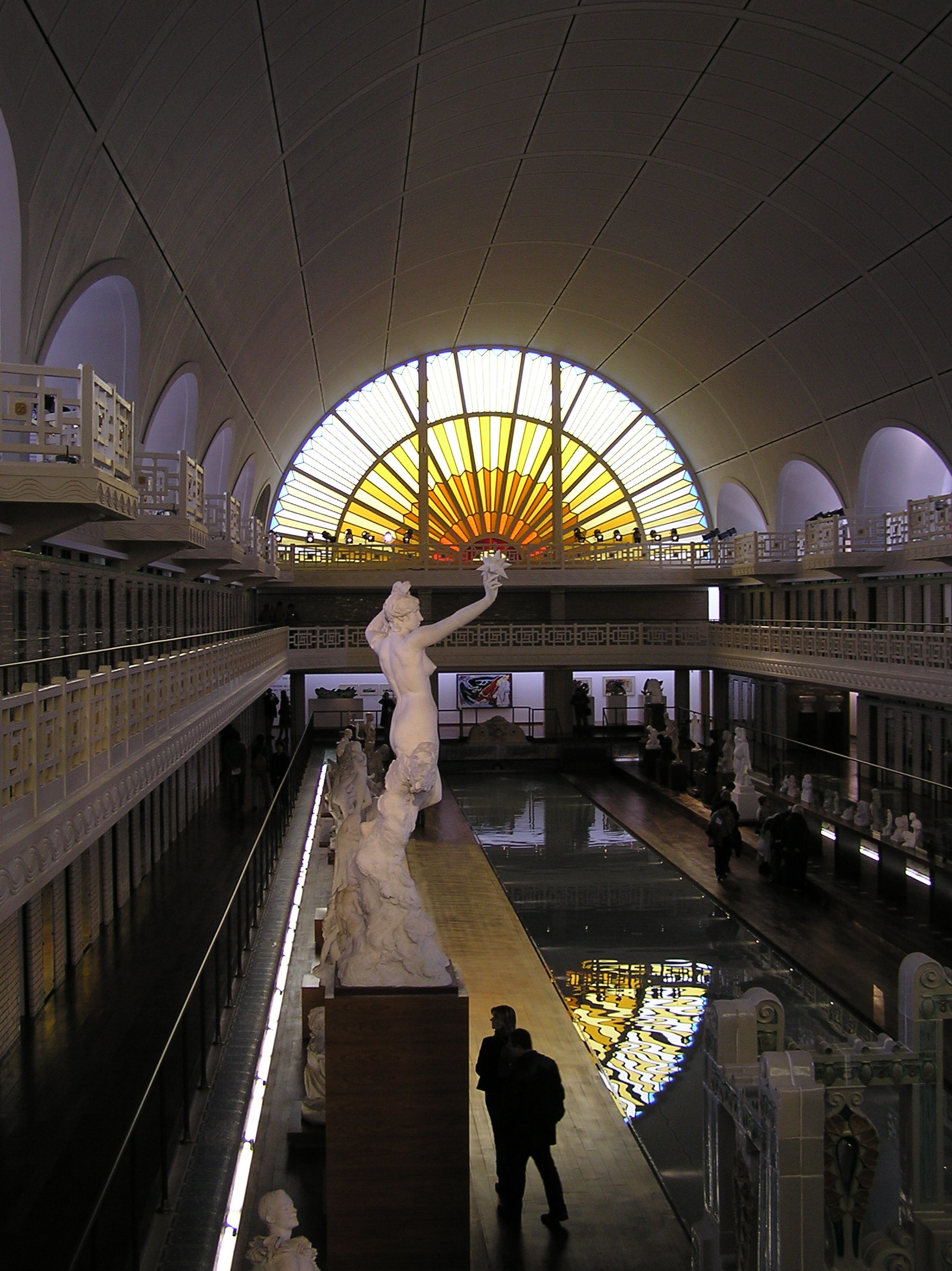
La Piscine, Roubaix.

Albert Baert, né à La Madeleine le 23 avril 1863 et mort le 24 février 1951 à Lambersart, est un architecte français.

## Biographie
Élève d'Émile Vandenbergh et de Louis Gilquin à l'école des beaux-arts de Lille, Albert Baert s'associe, dès 1885, à Charles Boidin et Louis Gilquin. Il construit les bains municipaux de Lille, Dunkerque et Roubaix, ainsi que des villas à Malo-les-Bains.
Il est également l'auteur de nombreuses réalisations dans la métropole lilloise : la villa Saint-Georges (pour Charles Boidin), la villa Saint-Louis et la Laiterie moderne à Lambersart, le temple maçonnique de Lille (Albert Baert fut membre de la  loge maçonnique « La Lumière du Nord » et son agence d’architecte agréée, située au 6 rue de Valmy à Lille, s’orne, au-dessus de la porte d'entrée, d’un bas-relief aux outils maçonniques), les Galeries lilloises et l'hôtel des Cariatides, place de la République à Lille. Il a aussi été chargé de la reconstruction de la ville d'Houplines de 1919 à 1934.
Albert Baert est chevalier de la Légion d'honneur, chevalier des palmes académiques, vice-président du bureau d'aide sociale, vice-président de la commission départementale des bâtiments civils et président d'honneur du syndicat des architectes.

## Distinctions
- Officier de l'Instruction publique
- Chevalier de la Légion d'honneur

## Réalisations notables
- 1891 : villa Léopold, Malo-les-Bains, Dunkerque[1]
- 1891-1892 : villa Saint-Louis, Malo-les-Bains, Dunkerque[2]
- 1892 : Bains Lillois, boulevard de la Liberté (Lille)[3]
- 1893 : villa Saint-Pierre, Malo-les-Bains, Dunkerque[4]
- 1895 : les Galeries Lilloises, rue Nationale (Lille)
- 1896 : Bains Jean-Bart, rue de l'Écluse de Bergues, Dunkerque[5]
- 1897 : villa Saint-Georges,218 avenue de l'Hippodrome, Lambersart[6]
- 1899 : hôtel des Cariatides, place de la République (Lille)[7]
- Vers 1900 : maison jumelée dite Villa des Mouettes et Maison Brise Folle[8], Malo-les-Bains, Dunkerque
- 1901 : temple maçonnique de Lille, 2 rue Thiers (Lille)[9]
- 1913 : hôtel Mercure, boulevard Carnot (Lille)
- 1922 : statue sur le cénotaphe de Élisa de Try et Oscar Doutrelon de Try, Cimetière de l'Est, Lille
- 1923 : immeuble 12-14 rue Faidherbe (Lille)
- 1924 : maison, 6 rue de Valmy, Lille
- 1927-1932 : bains municipaux, aujourd'hui « La Piscine », musée d'art et d'industrie à Roubaix[10]
- 1931 : École Albert Samain, 28 Place de la République à Lambersart